# Tomás Torres Mercado
Tomás Torres Mercado  (Valparaíso, Zacatecas; 15 de diciembre de 1960-La Tinaja Samaritana, Apaseo el Alto, Guanajuato; 22 de octubre del 2015) fue un político y abogado mexicano, miembro del Partido Verde Ecologista de México. Fue diputado federal y senador por Zacatecas.

## Biografía
Era licenciado en Derecho egresado de la Universidad Autónoma de Zacatecas. De 1982 a 1984, realizó estudios de maestría en Derecho en la Universidad Nacional Autónoma en México. En 1995 cursó el diplomado en Alta Dirección en Entidades Públicas en el Instituto Nacional de Administración Pública.
Inicialmente se dedicó al ejercicio de su profesión de manera particular. De 1994 a 1998 fue Coordinador de Asuntos Contenciosos del Instituto Mexicano del Seguro Social. En 1998 el gobernador de Zacatecas, Ricardo Monreal Ávila, lo nombró secretario general del Gobierno del estado, cargo en el que permaneció hasta 2000, cuando fue elegido diputado federal plurinominal en la LVIII Legislatura hasta 2003; al concluir su periodo fue precandidato del PRD a gobernador de Zacatecas no logrando obtener la candidatura, que correspondió a Amalia García. Al ser elegida Gobernadora lo nombró nuevamente secretario general de Gobierno de 2004 a 2006, fecha en renunció para ser candidato a senador, siendo elegido para el periodo de 2006 a 2012.
En 2012 es elegido diputado federal, por la vía plurinominal por el PVEM, llegando a ser primer vicepresidente y presidente de la LXII Legislatura.
Fue vicepresidente de la generación 1995 del INAP, presidente del Consejo Nacional de Egresados del Posgrado en Derecho A.C. de Zacatecas de 1991 a 1993, Director del programa en la delegación de Zacatecas del Instituto Nacional de Administración Pública (INAP) en 1990, secretario del Colegio de Abogados Postulantes de Zacatecas de 1987 a 1989, secretario de la Barra de Abogados de Zacatecas de 1985 a 1992, asesor jurídico para asuntos especiales del director general del Instituto Politécnico Nacional de 1982 a 1984 y asesor jurídico en Películas Mexicanas S.A. de 1982 a 1984. Impartió clases en la Escuela Nacional Preparatoria Número 4 de la UNAM y en la Universidad de Guanajuato de 1982-1984.
Falleció debido al desplome de una aeronave Learjet 31 perteneciente a la empresa Grupo Constructor Plata, propiedad del zacatecano Humberto Godoy, en un terreno despoblado cerca de Apaseo el Alto, en Guanajuato.